# Селіме Челебієва
Селіме Челебієва (крим. Selime Çelebiyeva, нар. 18 серпня 1921, Сімеїз, Ялтинський район — пом. серпень 1989, с. Добре, Сімферопольський район, Крим) — кримськотатарська танцівниця, майстриня народної хореографії, артистка ансамблю «Хайтарма», педагогиня. Одна з найяскравіших виконавиць кримськотатарських сценічних танців XX століття.

## Біографія та кар'єра

### Ранні роки й кар'єра в Криму
Селіме Челебієва, уроджена Аблаєва, народилася 18 серпня 1921 року в селищі Сімеїз, що в Криму. У дитинстві залишилася без батька, виховувалася матір'ю та бабусею. Попри складні матеріальні умови в родині, Селіме з раннього віку виявляла інтерес до мистецтва: брала участь у весіллях і громадських подіях, де танцювала. Єдиним танцем, який вона знала на той час, був «Агир ава ве Хайтарма».
Після закінчення школи Селіме Челебієву прийняли до Ялтинського аматорського ансамблю як танцівницю. Згодом, пройшовши відбірковий конкурс, вступила до дворічної Ялтинської хореографічної студії, де здобувала фахову підготовку з танцювального мистецтва. Навчання завершила 1938 року. 1940 року її запросили до Сімферополя для підготовки до Декади кримськотатарської культури, що мала відбутися в Москві, проте проведенню заходу завадила Друга світова війна.
1941 року був створений фронтовий художній ансамбль для виступів перед військовими, до складу якого увійшла й Селіме Челебієва. Виступи відбувалися просто неба, на тимчасових сценах у польових умовах, зокрема в районах Перекопа і Джанкоя. За спогадами композитора Ільяса Бахшиша, учасники ансамблю під час виступів неодноразово потрапляли під авіаційні обстріли. Під час одного з таких бомбардувань, коли солдати й артисти ховалися в укриттях, Челебієва вийшла на галявину й почала виконувати танець «Циганочка». 29 жовтня 1941 року ансамбль повернувся до Сімферополя, але вже 2 листопада місто було окуповане німецькими військами. У грудні 1943 року значну частину трупи Кримськотатарського драматичного театру німці вивезли з Криму. 15 листопада 1944 року артисти залишили територію Румунії, куди потрапили внаслідок воєнних подій.

### Депортація й ансамбль «Хайтарма»
18 травня 1944 року Селіме Челебієва разом із родиною була депортована до Свердловської області, а згодом переїхала в місто Наманган, Узбекистан. Там до 1951 року працювала у районному драматичному театрі.
1957 року при Державній філармонії Узбекистану був створений Державний ансамбль пісні та танцю кримських татар, що згодом отримав назву «Хайтарма». Селіме Челебієва стала однією з перших та найвідоміших учасниць колективу та зробила вагомий внесок у формування його репертуару й стилістики. Разом із нею в ансамблі працювали такі відомі митці й мисткині, як Сабріє Ереджепова, Абляміт Умеров, Акім Джемілєв, Едіє Топчі та інші. Саме участь у цьому колективі принесла Селіме Челебієвій широке визнання й популярність як одній із провідних танцівниць кримськотатарського сценічного мистецтва й танців XX століття. Танці «Агъир ава ве къайтарма», «Емір-Джелял ве хайтарма», «Тим-тим», «Къокъла оюны» у виконанні Челебієвої увійшли до золотого фонду ансамблю «Хайтарма».
Свій талант і виконавську майстерність вона також передавала молодому поколінню артистів. 27 грудня 1968 року розпочався новий набір до ансамблю «Хайтарма», до якого були зараховані приблизно 20 нових учасників й учасниць. На той час у колективі не було балетмейстера, який би працював із жіночою групою. Відтак відповідальність за постановку та доопрацювання хореографічних композицій, навчання сценічній поведінці, пластичності рухів, вироблення граціозності жестів взяла на себе Селіме Челебієва.
1969 року в Ташкенті відбулися виступи ансамблю «Хайтарма», де Селіме Челебієва виконала «Сен да меним назли ярем» разом з кримськотатарським балетмейстером Акімом Джемілєвим.

### Останні роки
Після завершення сценічної кар'єри у 1978 році Селіме Челебієва протягом багатьох років працювала костюмеркою в ансамблі «Ялла».
Померла в серпні 1989 року в Криму. Похована в селі Добре Сімферопольського району. Надгробок (башташ) на могилі встановлений з ініціативи колективу ансамблю «Ялла» — на знак вдячності за видатний внесок Селіме Челебієвої у мистецтво.

## Репертуар
Селіме Челебієва, окрім кримськотатарських народних танців, виконувала також українські, грузинські, азербайджанські та російські народні танці. Зарекомендувала себе як обдарована артистка драматичного та комедійного жанрів. Серед її найяскравіших сценічних робіт — ролі у виставах: комедії Меджида Шамхалова «Свекруха», п'єсі Залевського і Невзорова «Де моя любов?» та драмі Юсуфа Болата «Арзи къиз», де Челебієва втілила образ Айше. Серед комедійних номерів — інсценізації з п'єси «Къайнана», у яких вона брала участь разом із Сабріє Ереджеповою, яка виконувала вокальні партії, а Селіме Челебієва — танцювала.

## Сприйняття
Співачка Сарбіє Ереджепова описувала Селіме Челебієву у мемуарах «Менім енішлі-йокушли йолларим»:
«Вона працювала зі мною нерозлучно 15 років, проявивши себе унікальною танцівницею — працьовита, закохана у свою професію, постійно працювала над тонкощами та витонченістю своїх танців. Вона стала улюбленицею народу; як танцівниця вона підкорює глядачів своїм темпераментом і запальним виконанням танців. Унікальне виконання Селіме танцю „Тим-тим“, її красиві й витончені рухи рук — мов крила птаха, мов рухи змії — надовго запам'ятали ті, хто мав нагоду побачити це на власні очі. Їй не було рівних».
Ільяс Бахшиш, композитор:
«Селіме Челебієва вважається унікальною танцівницею нашого ансамблю. В колективі вона зарекомендувала себе як талановита виконавиця, що досконало володіє класичними народними танцями. Своєю майстерністю вона щедро ділиться з колегами та навчає мистецтву молодь».
Сафтер Нагаєв, літературознавець і письменник:
«Мені не довелося часто бачити Селіме-апте особисто, але коли я спостерігав танець „Тим-тим“ у її виконанні — у мене перехоплювало подих. Якби мав змогу, я б встановив їй пам'ятник тільки за неповторне виконання цього танцю».